# Haldenkanalen
Haldenkanalen, tidligere Fredrikshalds kanal og Soots kanal, opkaldt efter konstruktøren Engebret Soot. Den er en del af Haldenvassdraget, og ligger i Marker kommune i Viken fylke i Norge. Det er den første af Norges to kanaler med sluser og blev færdig i 1849. Derefter blev den udvidet med Brekke sluser i 1852 og Krappeto-anlægget i 1857. Haldenkanalen blev bygget for at hjælpe tømmerflådningen mellem Skulerud, en station på Aurskog-Hølandsbanen og Tistedal.
I årene efter 2. verdenskrig, hvor privatbilismen ikke havde den store udbredelse og turistbuserne endnu ikke havde overtaget markedet var en rundrejse for Oslo–folk med tog Oslo–Halden, D/S «Turisten» til Skulerud, den smalsporede jernbane «Tertitten» til Sørumsand og tog tilbage til Oslo en populær dagstur.
I dag er Haldenkanalen en turistattraktion. M/S «Turisten» sejler daglig på kanalen som også kan benyttes af bådfolk som kan padle eller sejle gennem idylliske indsøer, korte elvestrækninger og imponerende sluseanlæg. Et smukt landskab med mange spændende kulturminder.
Den nuværende «M/S Turisten» blev taget i brug i 1985 efter sin dampdrevne navnebror (D/S Turisten) da denne efter endt tjeneste i 1963 blev sænket på Femsjøen i 1967. Den nuværende har tidligere sejlet som flodbåd på Rhinen. D/S Turisten blev fundet og hævet i 1997 og er nu under restaurering.